# Neubrandenburger Tor

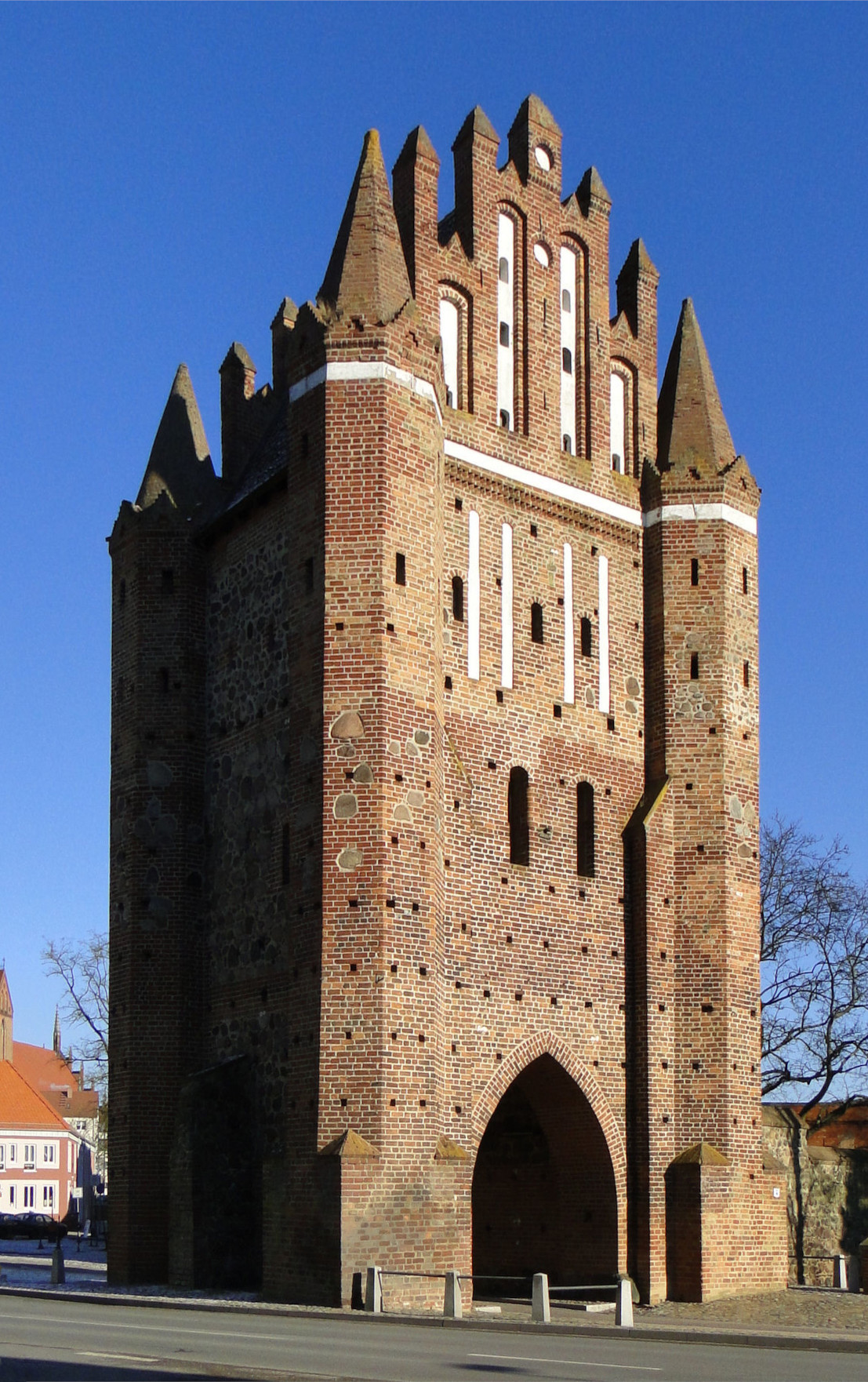
Neubrandenburger Tor (Feldseite)

Das  Neubrandenburger Tor (früher Burgtor) ist eines der Tore der Wehranlage, die die Stadt Friedland umgab. Es ist das besterhaltene und größte Tor der Friedlander Stadtbefestigung. Die anderen beiden Tore der ehemaligen Befestigung sind das Anklamer Tor (ehemals Steintor) und das Treptower Tor, welches 1802 abgerissen wurde.
Der Bau ist ein repräsentativer, reich gegliederter spätgotischer Backsteinbau aus der zweiten Hälfte des 15. Jahrhunderts. Es ist ein quadratisches, dreigeschossiges Bauwerk mit einer spitzbogigen Durchfahrt und besitzt vier oktogonale Ecktürme mit massiven Kegelhelmen. Die Stadt- und die Feldseite sind mit Blendenschmuck und Staffelgiebeln versehen. Sehenswert sind im Gebäude der Wachraum mit einem Kamin, der Aborterker sowie der Kampfraum und der Kampferker. Bis zur baupolizeilichen Sperrung 1984 befand sich im Tor das Museum der Stadt Friedland. Seitdem ist das Tor für den Besucherverkehr gesperrt und kann nicht mehr besichtigt werden.
Das Bauwerk fungierte ursprünglich als Tor einer Burg, die aber nicht mehr existiert. Das Gebäude diente dem Schutz des südwestlichen Zuganges der Stadt.